# NGC 6461
NGC 6461 је спирална галаксија у сазвежђу Змај која се налази на NGC листи објеката дубоког неба.
Деклинација објекта је + 74° 2' 2" а ректасцензија 17h 39m 56,6s. Привидна величина (магнитуда) објекта NGC 6461 износи 15,1 а фотографска магнитуда 15,9. NGC 6461 је још познат и под ознакама UGC 10954, MCG 12-17-4, CGCG 330-55, CGCG 340-17, PGC 60659.